# La resistible ascensió d'Arturo Ui
La resistible ascensió d'Arturo Ui (en alemany Der aufhaltsame Aufstieg des Arturo Ui) és una obra del dramaturg alemany Bertolt Brecht, escrita originalment en 1941. Relata l'ascens al poder d'Arturo Ui, un mafiós fictici de Chicago de la dècada de 1930, i els seus intents de controlar el negoci de la protecció mitjançant l'extorsió de la venda de col-i-flor, a través de l'eliminació despietada de tota oposició.

## Història
Va ser escrita per Brecht amb la col·laboració de Margarette Steffin, en només tres setmanes en 1941, mentre esperava exiliat a Hèlsinki la visa per a entrar als Estats Units. L'obra no va ser posada en escena fins a finals de 1958, i la seva versió anglesa recentment en 1961. Tanmateix, Brecht mai va planificar una versió alemanya de l'obra, i fou escrita específicament per als escenaris estatunidencs.

## Argument
L'obra és una explícita al·legoria satírica de l'ascens al poder d'Adolf Hitler a l'Alemanya nazi, a qui Brecht representa en paral·lel a l'ascens d'Ui. Tots els personatges i grups de l'obra, tenen contraparts directes en la història d'aquesta època, amb Ui representant a Hitler, la seva mà dreta Ernesto Roma representant Ernst Röhm, Emanuele Giri representant Hermann Göring, el trust de la coliflor representant als terratinents prussians, la destinació de la ciutat de Cicero sent equivalent a l'annexió d'Àustria, i així successivament. Així mateix, cada succés en l'obra està basat en un fet real, com per exemple l'incendi en el magatzem representant el incendi del Reichstag o l'escàndol del préstec per al moll satiritzant el Osthilfeskandal (escàndol relacionat amb la malversació de fons lliurats pel govern alemany per a ajudar econòmicament a estats de Prússia Oriental).

## Estil
En el sentit dramàtic, l'obra es manté dins de l'estil de teatre èpic de l'autor. Obre amb un pròleg escrit en forma de discurs dirigit a l'audiència, ressaltant els personatges més importants i explicant les línies principals dels esdeveniments a presenciar, permetent d'aquesta forma al públic concentrar-se en el missatge i no en el suspens del que pugui passar a continuació. Així mateix, en les seves instruccions per a la posada en escena, l'autor específica certes característiques tècniques que hauria de tenir l'obra, com la inclusió d'avisos o projeccions després de certes escenes, que presentin a l'audiència informació rellevant a fi de l'aclarir els paral·lelismes amb el mateix ascens al poder d'Hitler.
L'obra sovint fa referències a obres de Shakespeare i altres escriptors per a aprofundir el seu missatge didàctic. Per a ressaltar la maldat de l'ascens al poder d'Ui, tant en la introducció com en l'escena 14, té punts de contacte amb l'obra Ricard III de Shakespeare, en la qual el personatge és visitat pels fantasmes de les seves víctimes, tal com li succeeix a Ricardo.

## Posades en escena
El paper d'Arturo Ui ha estat interpretat per un bon nombre d'importants actors, com Al Pacino, John Turturro, Leonard Rossiter, Antony Sher, Nicol Williamson, James Purefoy, Griff Rhys Jones, David Tennant, Peter Falk i Simon Callow. Aquest últim comenta la seva interpretació en la seva autobiografia Sent un actor.
Una destacable adaptació de l'obra, és la dirigida per Heiner Müller, la qual ha estat posada en escena per la companyia de teatre Berliner Ensemble de Berlín des de juny de 1995, amb Martin Wuttke en el rol principal.
A Espanya es va posar en escena en castellà en 1975, estrenant-se 16 d'octubre al Teatro Lara de Madrid. Amb la direcció a càrrec de José Luis Gómez i l'escenografia d'Equip Crònica, els seus intèrprets van ser Miguel Palenzuela, Julieta Serrano, José Luis Gómez, Paco Casares i Eusebio Lázaro. Pera aquesta interpretació va rebre el Fotogramas de Plata a la millor labor teatral de 1975. En 1995, una altra posada en escena va tenir direcció de José Carlos Plaza i interpretació de Fidel Almansa, Vicente Cuesta, Nuria Gallardo, Juan Messeguer i Fernando Sansegundo.
L'any 2010 fou representada al Teatre Lliure en col·laboració amb el Berliner Ensemble, dirigida per Heiner Müller i protagonitzada per Stefan Lisewski i Martin Wuttke, en versió original en alemany amb subtítols en català.